# Coprosma prisca
Coprosma prisca är en måreväxtart som beskrevs av Walter Reginald Brook Oliver. Coprosma prisca ingår i släktet Coprosma och familjen måreväxter.
Artens utbredningsområde är Lord Howeön. Inga underarter finns listade i Catalogue of Life.